# إدموند أ. والش
إدموند أ. والش (بالإنجليزية: Edmund A. Walsh)‏ هو جيوسياسي وأستاذ جامعي أمريكي، ولد في 10 أكتوبر 1885 في جنوب بوسطن ‏ في الولايات المتحدة، وتوفي في 31 أكتوبر 1956 في واشنطن العاصمة في الولايات المتحدة.